# Библиотека имени А. П. Чехова (Новосибирск)
Библиотека имени А. П. Чехова — городская библиотека, расположенная в Железнодорожном районе Новосибирска. Основана в 1907 году. История библиотеки только на 14 лет отстает от истории Новосибирска (тогда Ново-Николаевска). Наряду с библиотекой имени Л. Н. Толстого считается одной из первых библиотек города.

## История

### Дореволюционный период
В 1905 году городская управа Ново-Николаевска выслала Томскому губернатору прошение об открытии в городе библиотеки в память об А. П. Чехове, но положительный ответ на просьбу получила только в 1907 году, новониколаевской управе разрешили создать читальню без права выдачи литературы на дом.
6 июля 1906 года в театре Андреева труппа М. И. Каширина поставила благотворительный спектакль по пьесе А. П. Чехова «Дядя Ваня». На средства, полученные от этого спектакля, а также на пожертвованные книги и деньги, которые принимались в редакции газеты «Обь», 15 июля 1907 года была открыта первая бесплатная читальня им. А. П. Чехова и располагалась в наемном помещении на Кабинетской улице (сейчас - Советской), 12, в доме купца Т. Ф. Соловьева. Первым заведующим был назначен М. А. Иволин - частнопрактикующий врач, гласный член городской думы, глубоко прогрессивный человек.
Читальня работала с 15 до 20 часов по будням по будням и с 12 до 20 по воскресеньям и праздничным дням. В фонде помимо книг имелись газеты «Русское слово», «Речь», «Товарищ», «Русь», «Русские ведомости», «Обь».
Когда книжный фонд достиг 500 экземпляров, читальня преобразовалась в библиотеку.
В 1910 году читальня насчитывала 400 читателей и около 1,5 тыс. книг, большую часть которых составляла беллетристика (800 книг) и литература для детей (200 книг), остальные книги были научно-популярными брошюрами.
С 1 января 1912 года читальню реорганизуют в публичную библиотеку с правом выдачи на дом литературы. В 1914 году за пользование библиотекой городская управа стала брать плату (6 рублей за год), весной этого же года она расположилась в купленном городской управой доме Александрова на Межениновской улице.
С 1912 по 1919 год библиотекой заведовала Л. А. Ледовская, имевшая связь с социально-демократическими кругами Ново-Николаевска. Книжный фонд практически не пополнялся: на выделенные городской управой в 1912 году 1443 рубля лишь 22 рубля было потрачено на выписку журналов и книг, 194 рубля — на выписку газет.

### Послереволюционный период
До 1920 года библиотека часто меняла адреса из-за того, что занимаемые помещения были непригодны для работы учреждения.
В январе 1920 года, после восстановления в городе советской власти, библиотеке присвоили название 1-й советской библиотеки имени А. П. Чехова, на должность заведующей была назначена А. Н. Кибардина, которую в 1920-е годы сменили Е. В. Рачинская и О. И. Брянцева. Помощницей заведующей в этот период работала В. Н. Киселёва, опытный библиотекарь и педагог (с 1892 года), учредитель союза библиотекарей и общества просвещения Омска в 1918 году. Библиотекой управлял губ. политпросвет, постоянно снабжавший её литературой. На предприятиях города были созданы многочисленные книгоношеские пункты, лучший из которых был на заводе «Трудовик».
К началу 1930-х годов библиотека расположилась в трёх маленьких комнатах здания на улице Фрунзе, 3, в её распоряжении было незначительное собрание литературы (6613 томов на 978 читателей). Заведующей библиотекой в тот период была Л. А. Васкина. В 1934 году писатели Г. А. Вяткин, В.Н. Непомнящих А. Л. Коптелов, Г. М. Пушкарёв, недовольные состоянием библиотеки, обратились к Новосибирскому горсовету с открытым письмом, по случаю 30-летней годовщины смерти они предложили помочь библиотеке, названной в честь великого писателя. Президиум горсовета положительно принял просьбу писателей: помещение библиотеки расширили, выделили деньги на дополнительную литературу, ремонт и оборудование, кроме того, был увеличен штат сотрудников.
В годы довоенного и послевоенного времени количество книг библиотеки постоянно и непрерывно росло, к 1957 году в её книжных фондах было 56 тыс. экземпляров литературы на 8 тыс. читателей. Учреждению присваивают статус центральной районной библиотеки Железнодорожного района. В 1950-е годы в библиотеке постоянно организовывались литературно-художественные вечера артистов из Новосибирской филармонии.
В начале 1960-х годов в учреждении проводились встречи читателей и членов бригад коммунистического труда. К 1963 году создано 25 собственных библиотек-передвижек, которые перемещались между предприятиями Новосибирского совнархоза. Также она организовала 2 общественные библиотеки в районных агитпунктах. На должности заведующей в 1960-е годы была В. А. Матюхина.
В 1977 году в канун своего юбилея библиотека открылась в здании на Сибирской улице, 37, в котором она находится и сегодня. В 1998 году библиотека возглавила Централизованную библиотечную систему Железнодорожного района города Новосибирска.
С 2017 года библиотека им. А. П. Чехова вошла в состав Централизованной библиотечной системы Центрального округа по Железнодорожному, Заельцовскому и Центральному районам города Новосибирска . Сегодня в фонде библиотеки есть уникальные  раритетные издания 19-20 вв.: «Энциклопедический словарь Брокгауза и Эфрона» (1890), «Толковый словарь живого великорусского языка» В. И. Даля (1909), Собрание сочинений В. Г. Белинского в 3 т (1911) и др. Также в библиотеке есть старинные предметы, связанные с ее историей и развитием.